# 山岸・シエナシリーズ
『山岸・シエナシリーズ』（やまぎし・シエナシリーズ）は、伽古屋圭市による日本の推理小説のシリーズ。
シリーズ第1作の『パチンコと暗号の追跡ゲーム』は第8回『このミステリーがすごい!』大賞の優秀賞受賞作である。

## ストーリー
痴漢冤罪事件で会社をクビになって以来、パチプロになった山岸と突然現れた謎の美女のシエナにのコンビが、暗号にちなんだとんでもない事件に巻き込まれていく。

## シリーズ一覧
- パチプロ・コード（2010年2月 宝島社）
  - 【改題】パチンコと暗号の追跡ゲーム（2011年5月 宝島社文庫）
- 21面相の暗号（2011年12月 宝島社文庫）